# Epilobium krulleanum
Epilobium krulleanum är en dunörtsväxtart som beskrevs av Haussk.. Epilobium krulleanum ingår i släktet dunörter, och familjen dunörtsväxter. Inga underarter finns listade i Catalogue of Life.